# Горостита
Горостита (або Хоростита, Хворостита, пол. Horostyta) — село в Польщі, у гміні Вирики Володавського повіту Люблінського воєводства. Населення — 75 осіб (2011).

## Історія

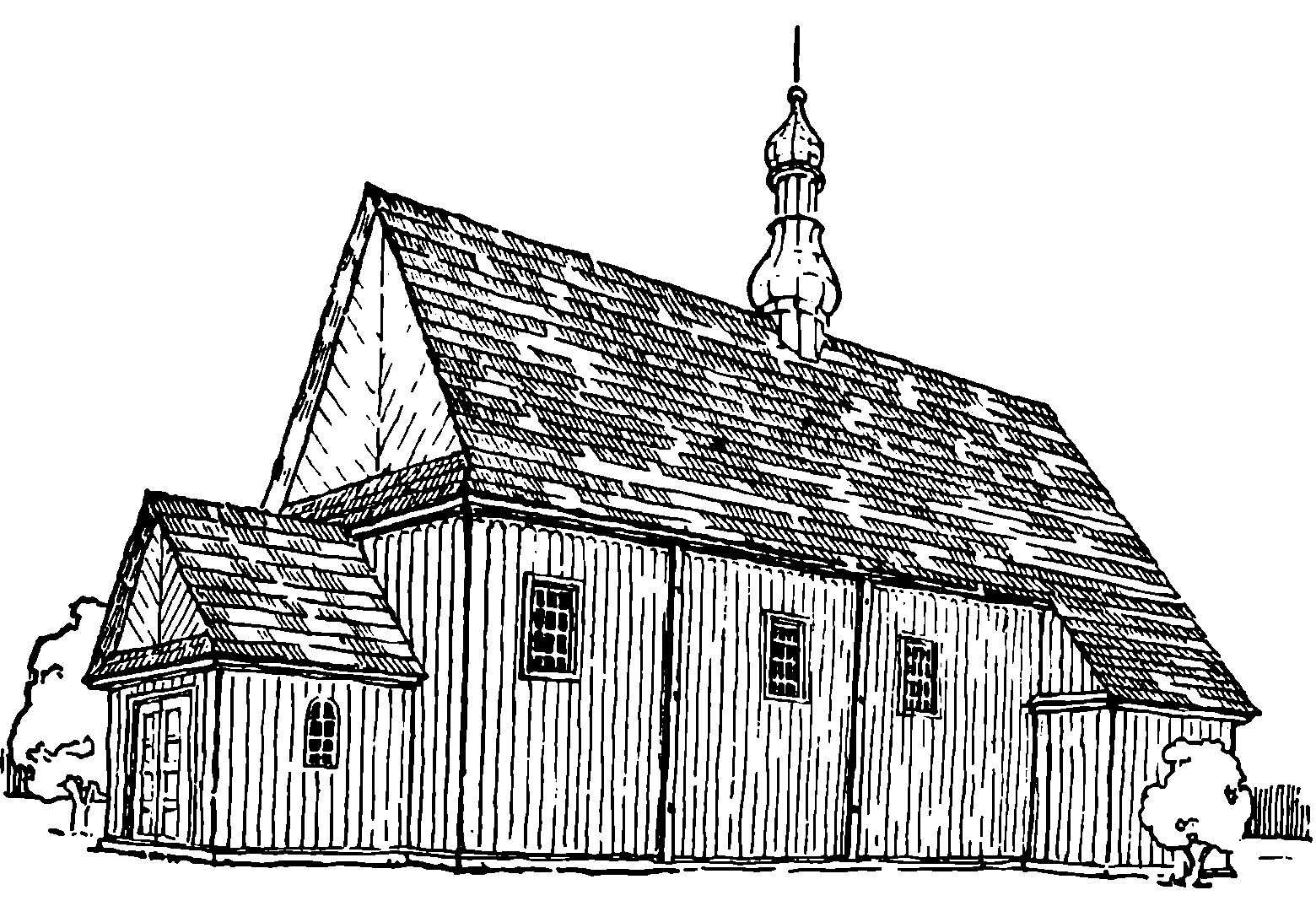
Українська православна церква в Гороститі, рисунок 1941 року Леоніда Маслова

1609 року вперше згадується церква східного обряду в селі. На межі XVIII і XIX століть коштом Копців у селі зведено нову дерев'яну греко-католицьку церкву Воздвиження Хреста Господнього. Близько того ж часу збудовано біля церкви дзвінницю.
За даними етнографічної експедиції 1869—1870 років під керівництвом Павла Чубинського, у селі переважно проживали греко-католики, які розмовляли українською мовою. 1872 року місцева греко-католицька парафія налічувала 780 вірян.
У 1921 році село входило до складу гміни Кривоверба Володавського повіту Люблінського воєводства Польської Республіки. За переписом населення Польщі 10 вересня 1921 року в селі налічувалося 57 будинків та 282 мешканці, з них:
- 144 чоловіки та 138 жінок;
- 243 православні, 39 римо-католиків;
- 243 українці, 39 поляків.

Частину українського населення села було депортовано з Польщі до УРСР до червня 1946 року, проте деякі українці переховувалися і уникли переселення.
У 1975—1998 роках село належало до Холмського воєводства.

## Населення
Демографічна структура станом на 31 березня 2011 року:
|          | Загалом | Допрацездатний вік | Працездатний вік | Постпрацездатний вік |
| -------- | ------- | ------------------ | ---------------- | -------------------- |
| Чоловіки | 39      | 4                  | 29               | 6                    |
| Жінки    | 36      | 7                  | 13               | 16                   |
| Разом    | 75      | 11                 | 42               | 22                   |

## Віра
Сьогодні у селі діє православна церква Воздвиження Хреста Господнього.

## Особистості

### Народилися
- Георгій Максимович (1922—2007) — український вчений в царині фізико-хімічної механіки матеріалів.